# Christkönigskirche (Bozen)

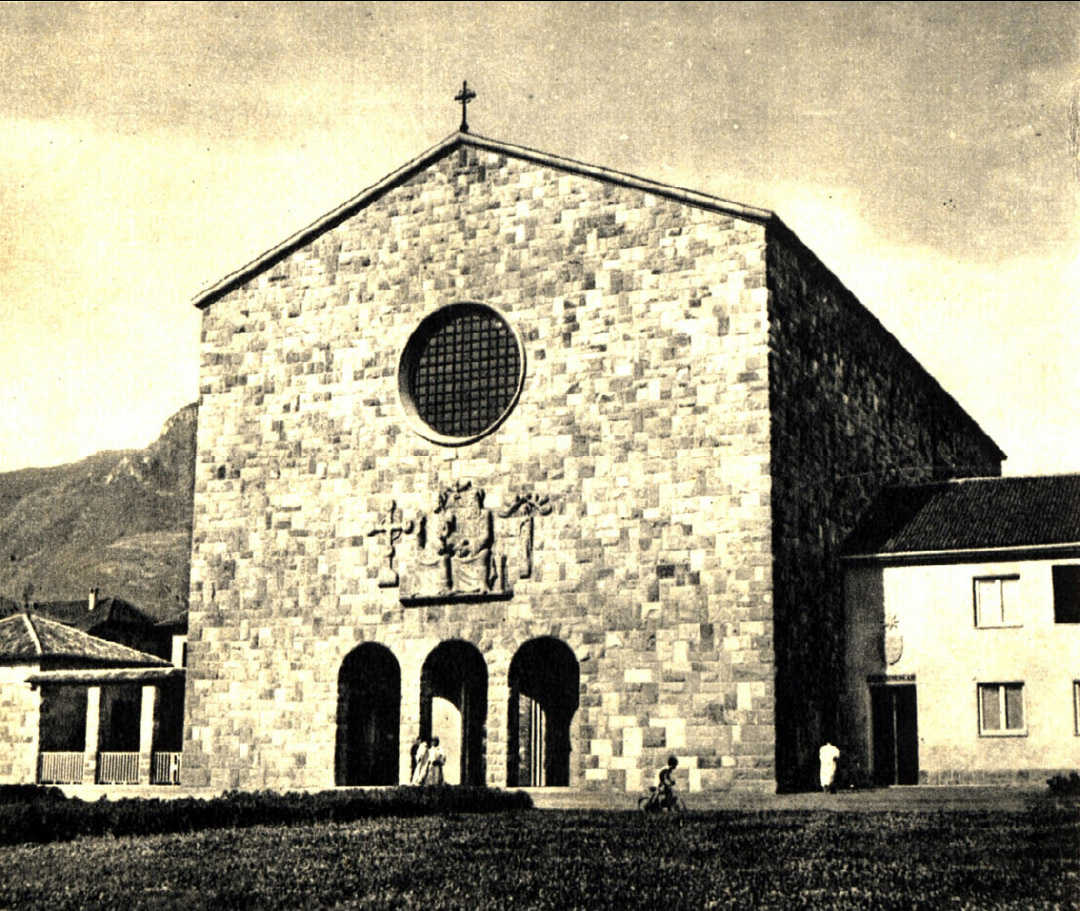
Die Bozner Christkönigskirche unmittelbar nach ihrer Erbauung, um 1940

Die Christkönigskirche in Bozen ist ein in den Jahren 1938–1940 im Stadtteil Gries-Quirein errichteter römisch-katholischer Kirchenbau im schlichten neuromanischen Basilikalstil.
Er wurde nach einem Entwurf des Architekten Guido Pelizzari gebaut und steht etwas zurückgesetzt an der Ostseite einer platzartigen Ausbuchtung der heutigen Italienallee (zur Zeit des Faschismus: Julius-Cäsar-Allee). An die Kirche schließt ein Dominikanerkonvent an, dem auch die italienischsprachige Seelsorge obliegt. Der hochaufragende Kirchturm im Stil ravennatisch-venetischer Kirchen kam erst in der Nachkriegszeit, wiederum nach Projekt von Pelizzari, hinzu.
Der Bau korrespondiert funktional mit dem etwa gleichzeitig errichteten ehemaligen faschistischen Parteigebäude und dem Gerichtsgebäude, jeweils schräg gegenüber gelegen. Das bauliche Ensemble flankierte eine der zentralen städtischen Einfallstraßen des vom italienischen Faschismus, im Rahmen seiner Italianisierungspolitik in Südtirol, konzipierten neuen „Groß-Bozens“ und war als symbolisches Dreigestirn von politischer, gerichtlicher und ideologisch-religiöser Macht angelegt. Bis heute bleibt das Areal daher stadträumlich lesbar als verdichteter Ort, an dem Kontrollmacht und Herrschaftsanspruch des totalitären Staates architektonisch sichtbar werden.

## Ausstattung

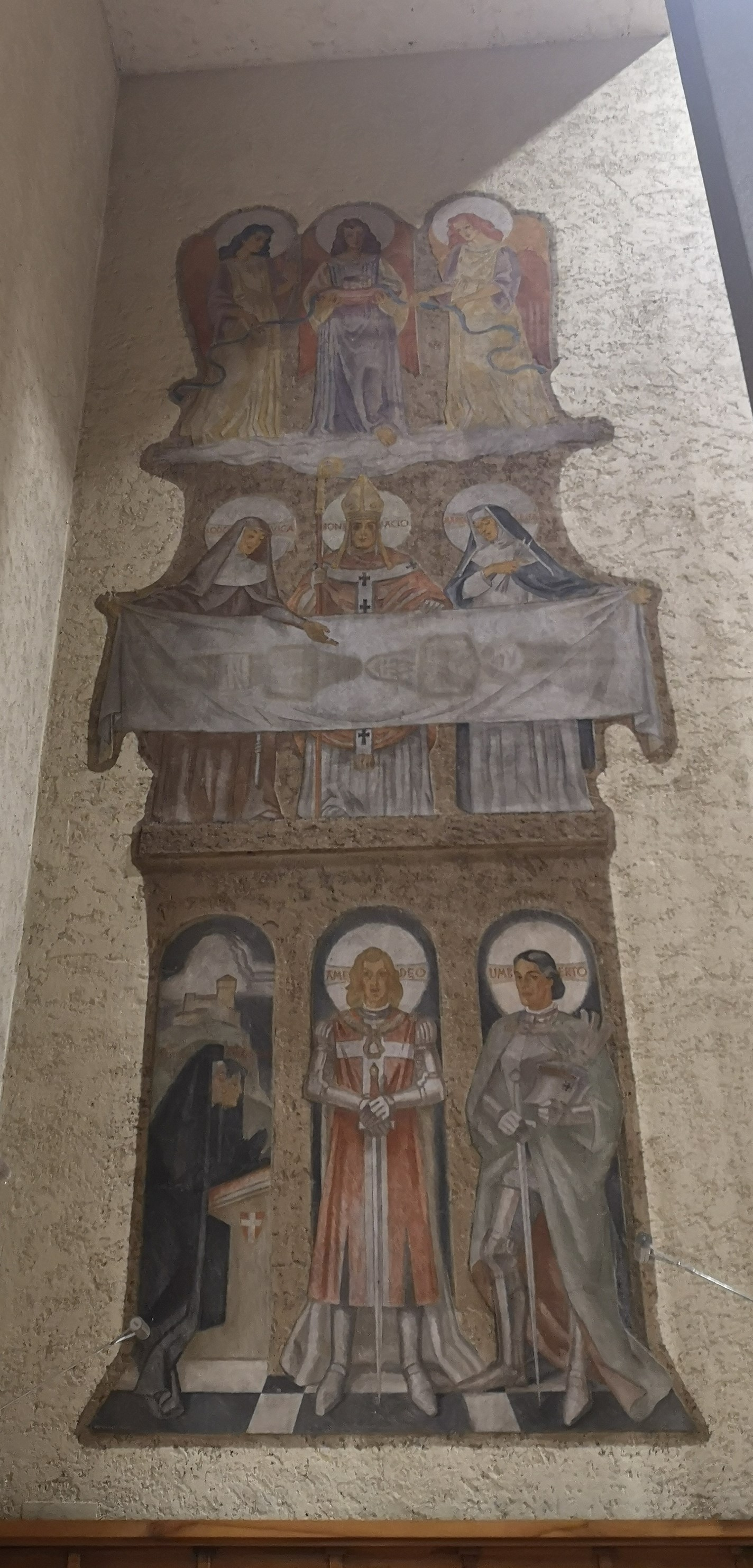
Franz Lenharts Savoyer Fresko

An der Stirnseite des Kirchengebäudes befindet sich ein Steinrelief mit der Darstellung der göttlichen Dreifaltigkeit, eine Skulpturengruppe von Ignaz Gabloner, die dieser 1939/40 ausführte. Der Gestus der Segenshand Christi wird – zumal Gabloner Mitglied der Faschistischen Partei Italiens war – auch als versteckter römischer Gruß gedeutet.
Im Inneren der Kirche schuf Franz Lenhart u. a. im Abschluss des linken Seitenschiffs 1941 ein monumentales Fresko mit der Darstellung des Hauses Savoyen und des Turiner Grabtuchs. Die Kreuzwegreliefs in Terrakotta stammen von Maria Delago.